# Alun Thomas
Pas d'image ? Cliquez ici

a Compétitions nationales et continentales officielles uniquement.

b Matchs officiels uniquement.
Alun Gruffydd Thomas, né le 3 février 1926 à Cwmavon et mort le 8 mai 1991 à Swansea, est un joueur de rugby gallois évoluant au poste de centre, de demi d'ouverture ou d'ailier pour le pays de Galles.

## Biographie
Alun Thomas joue en club avec le Llanelli Wanderers RFC, le Llangennech RFC, le Cardiff RFC, le Swansea RFC et le Newport RFC. Il connaît six sélections avec les Barbarians de 1953 à 1956. Il dispute son premier test match le 19 janvier 1952 contre l'équipe d'Angleterre, et son dernier test match contre l'équipe de France le 26 mars 1955, il inscrit un essai à cette occasion. Il joue 13 matchs. 

## Palmarès
- Grand Chelem dans le Tournoi des Cinq Nations 1952
- Victoires dans les Tournois des Cinq Nations 1954 et 1955

## Statistiques en équipe nationale
- 13 sélections
- 6 points (1 essai, 1 drop)
- Sélections par année : 4 en 1952, 3 en 1953, 3 en 1954 et 3 en 1955
- Participation à quatre Cinq Nations en 1952, 1953, 1954 et 1955